# Lim Chul-woo
Lim Chul-woo es un escritor de Corea del Sur nacido en 1954.

## Biografía
Nació el 15 de octubre de 1954 en Wando, Jeolla del Sur, Corea del Sur. A los diez años se mudó con su familia a Gwangju, donde realizó los estudios de secundaria en el Instituto Sung-il. Se licenció en Literatura Inglesa por la Universidad Nacional de Cheonnam y realizó programas de posgrado en Literatura Inglesa en la Universidad Sogang y en la Universidad Nacional de Cheonnam. En la actualidad enseña Escritura Creativa en la Universidad Hanshin. Im Chul-Woo vivió en persona la Masacre de Gwangju, algo que modificó de forma crítica su punto de vista. Sus obras se han centrado en recreaciones de aquel suceso y en el tema de la división de Corea.
Debutó con el relato "El ladrón del perro" en 1981. En 1985 ganó el Premio de Literatura Creativa de Corea por "La tierra de mi padre" (Abeoji ui ttang) y en 1988 el Premio Yi Sang de literatura por "La habitación roja" (Bulgeun bang).
En 1994 se adaptó al cine su novela Quiero ir a esa isla con el título de To the Starry Island.

## Obra
Como profesional comenzó a escribir y publicar en 1981. Se ha centrado en reconstruir las experiencias dolorosas que vivieron los coreanos y en la realidad de las violentas represiones contemporáneas. Su obra testifica la violencia de los conflictos ideológicos y al mismo tiempo muestra la confianza en el ser humano a través de un estilo fluido y una trama excelente. La mayor parte de sus relatos tratan sobre el levantamiento de Gwangju y la guerra de Corea, sucesos que le permiten explorar la psicología de la culpabilidad. La obra de Lim sobre el levantamiento de Gwangju cristalizó en Días de primavera, una novela en cinco volúmenes que escribió a lo largo de ocho años.

## Premios
- Premio de literatura Yeo-san (2005)
- Premio de literatura Danjae (1998)
- Premio de literatura Yi Sang (1998)
- Premio de Literatura Creativa de Corea (1985)

## Obra traducida al español
- La habitación roja y otros cuentos, Madrid: Verbum, 2007.

## Obras en coreano
- La tierra de mi padre (아버지의 땅) Seoul: Munhak Kwa Jisung Sa 1984
- Nostalgia del sur (그리운 남쪽) Seoul: Munhak Kwa Jisung Sa 1985
- Período de infertilidad (불임기) Seoul: Munhak Kwa Jisung Sa 1985
- Pisando la luz de la luna (달빛밟기) Seoul: Munhak Kwa Jisung Sa 1987
- Montaña roja, pájaro blanco (붉은 산 흰 새) Seoul: Munhak Kwa Jisung Sa 1990
- Quiero ir a esa isla (그 섬에 가고 싶다) Seoul: Salim 1991
- Línea recta y gas tóxico (직선과 독가스) Seoul: Munhak Sasang Sa 1993
- Silbidos debajo del faro (등대 아래서 휘파람)
- Días de primavera (봄날) Seoul: Munhak Kwa Jisung Sa 1997
- El motel centenario (백년여관) Seoul: Han Kyoreh Newspaper 2004